# 上州富岡駅
上州富岡駅（じょうしゅうとみおかえき）は、群馬県富岡市富岡にある上信電鉄上信線の駅である。
富岡市の代表駅。上信電鉄の中では高崎駅、吉井駅、下仁田駅とともに主要駅で、常時2名の駅員が配置されている。当駅発着の列車も設定されている。

## 歴史

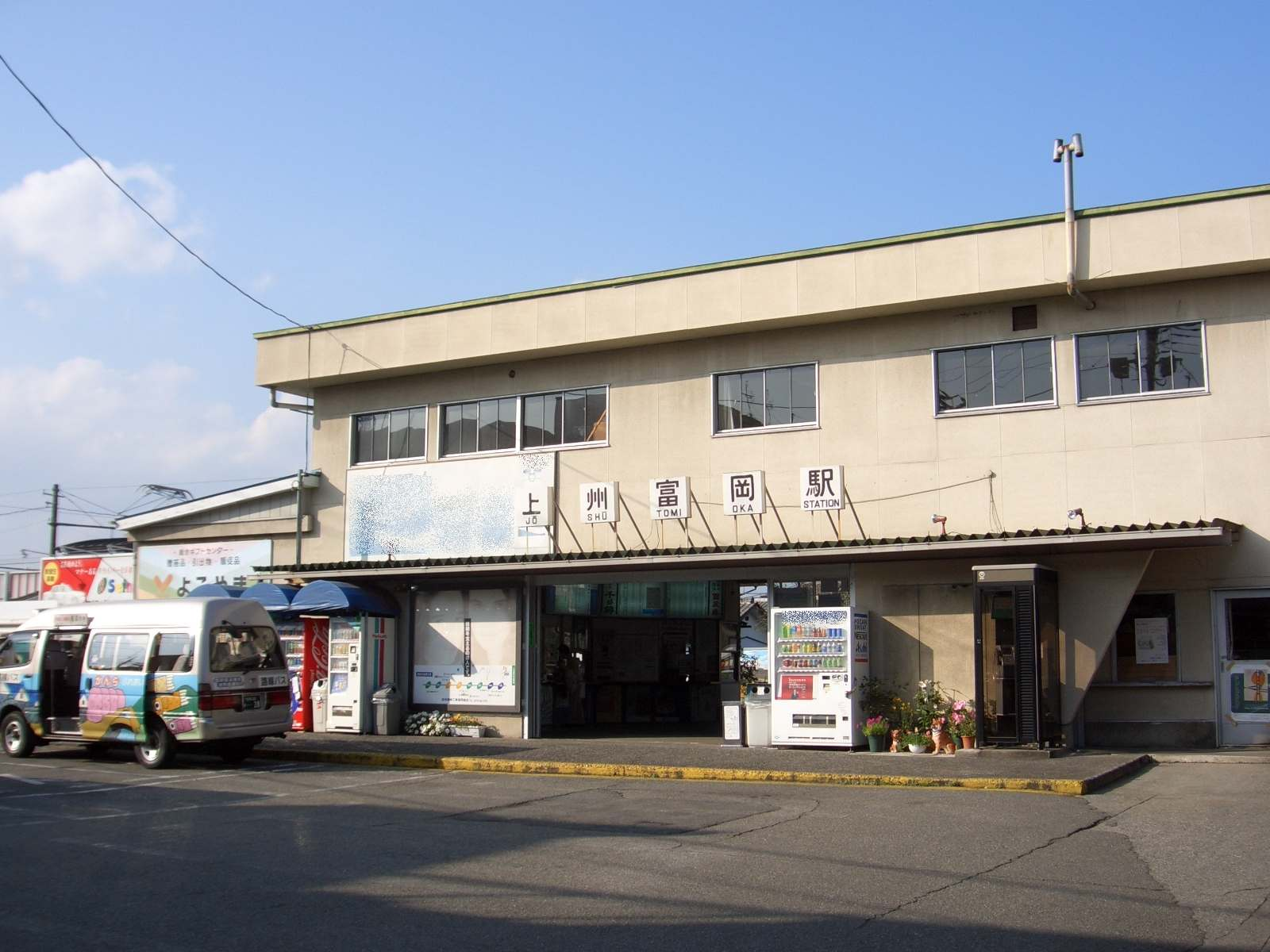
2代目駅舎（2014年3月）

- 1897年（明治30年）7月7日：富岡駅として開業[1]。
- 1921年（大正10年）：上州富岡駅に改称。
- 1970年（昭和45年）8月24日：2代目駅舎に建替え。
- 2013年（平成25年）3月13日：3代目駅舎建替新築工事開始。
- 2014年（平成26年）3月17日：3代目駅舎開業[2]。

## 駅構造

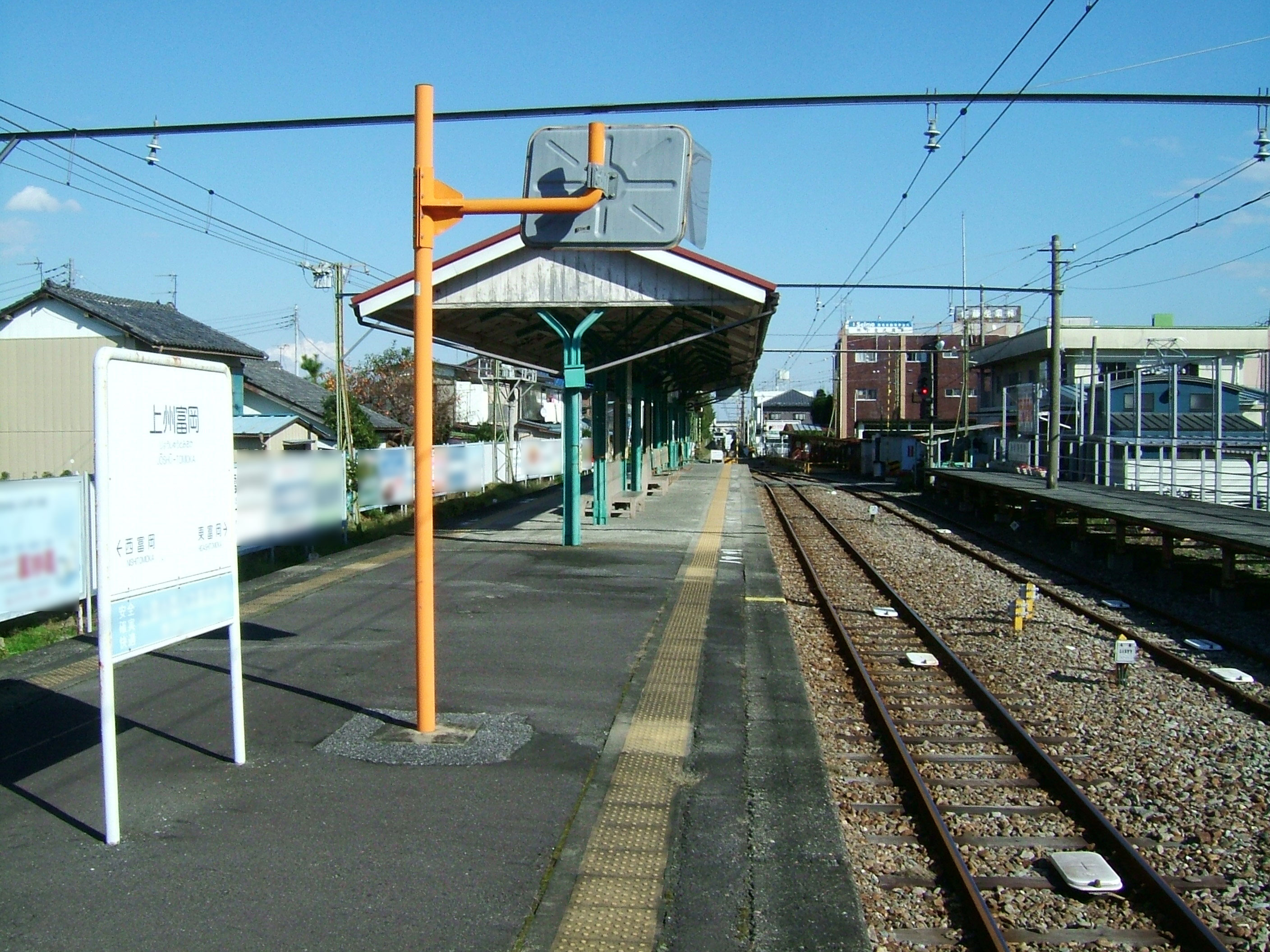
ホーム（2008年10月）

島式ホームおよび単式ホーム2面3線の地上駅である。駅事務室には上信電鉄の他、上信ハイヤーの事務室が併設されており、駅前ロータリーからは乗合タクシーの発着が可能となっている。
駅構内にはインフォメーションスペースが設置されており、富岡製糸場を含めたまちの観光案内などが掲示されている。公共スペースには駐輪場、公衆トイレ、自動販売機が設置されている。
道路を挟んだ向かいの駐車場を含めた交流広場や敷地と隣接した環境広場も駅舎や駅前広場と一体的にデザインされている。

### のりば
| 番線       | 路線    | 方向 | 行先       | 備考         |
| ---------- | ------- | ---- | ---------- | ------------ |
| 1          | ■上信線 | 上り | 高崎方面   |              |
| 単式ホーム | ■上信線 | 上り | 高崎方面   | 当駅発着列車 |
| 単式ホーム | ■上信線 | 下り | 下仁田方面 | 当駅発着列車 |
| 2          | ■上信線 | 下り | 下仁田方面 |              |

単式ホームには番線表示が設置されていない。

## 駅舎
2014年3月17日に供用開始した3代目駅舎は、煉瓦壁で作られた富岡製糸場への玄関口という点を考慮し、等間隔に配された鉄骨柱に煉瓦壁が巻きつくデザインとなっている。富岡製糸場の煉瓦を引き立たせる為、製糸場の煉瓦とは異なる色（薄茶色）の煉瓦を使用している。駅舎は、壁で完全に囲まれた部分がない開放的な構造で、屋根は全長約90 m、高さ約6.5 mである。
この屋根は細めの鉄柱群で支えられ、壁や床面は煉瓦を使う鉄骨煉瓦積造（鉄骨造と煉瓦積造の混構造）である。壁は煉瓦のみでなく中に鉄筋や筋交いが埋め込んであり、柱も溶接されたブレース（筋交い）を煉瓦で挟み込み、強い耐震性を備えている。こうした構造は、富岡製糸場の木骨煉瓦積造にちなんでいる。煉瓦は富岡製糸場と同じ、長辺と短辺を交互に並べる「フランス積み」を基本としつつも、筋交いを収容できるように長辺が連続する箇所を設けた「富岡積み」となっている。煉瓦のみかけはやや黄色みがあり、汚れが目立たないようにしてあるほか、冬場の凍害を防ぐため吸水率を抑えた。
駅構内及び駅舎周辺広場のサイン計画はイヤマデザインが担当している。
建替に伴い2010年に上州富岡駅舎デザイン検討委員会を設置し、2011年に上州富岡駅舎設計提案競技を実施。全国から施設提案を一般公募し、応募総数359件から、武井誠+鍋島千恵／TNA（ティー・エヌ・エー）の提案が採用された。2011年から2013年にかけて群馬県、富岡市、上信電鉄、観光まちづくり団体、地元市民、設計者等を交えた「駅まち会議」で建替えの方向性の議論が行われた。2013年3月に着工し、2014年3月17日に3代目駅舎の開業式を迎えた。
施工は佐藤産業株式会社。
受賞歴
- 第12回ブルネル賞
- 2014年度グッドデザイン賞[4]
- 2015年度日本建築学会賞
- 第56回BCS賞特別賞

### 旧駅舎
- 1897年（明治30年）に完成した初代駅舎について、当時は路線バスの発着場も併設されていた。

## 利用状況
朝夕のラッシュ時には沿線へ通学する高校生でにぎわう。
1日の平均乗車人員は以下の通りである。
| 年度 | 1日平均人数 |
| ---- | ----------- |
| 2007 | 461         |
| 2008 | 447         |
| 2009 | 410         |
| 2010 | 430         |
| 2011 | 416         |
| 2012 | 429         |
| 2013 | 401         |
| 2014 | 629         |
| 2015 | 556         |
| 2016 | 509         |
| 2017 | 502         |
| 2018 | 446         |
| 2019 | 441         |
| 2020 | 325         |
| 2021 | 362         |
| 2022 | 395         |

## 駅周辺
- 富岡市役所
- 群馬県富岡警察署
- 富岡小沢郵便局
- 富岡郵便局
- 群馬県立世界遺産センター

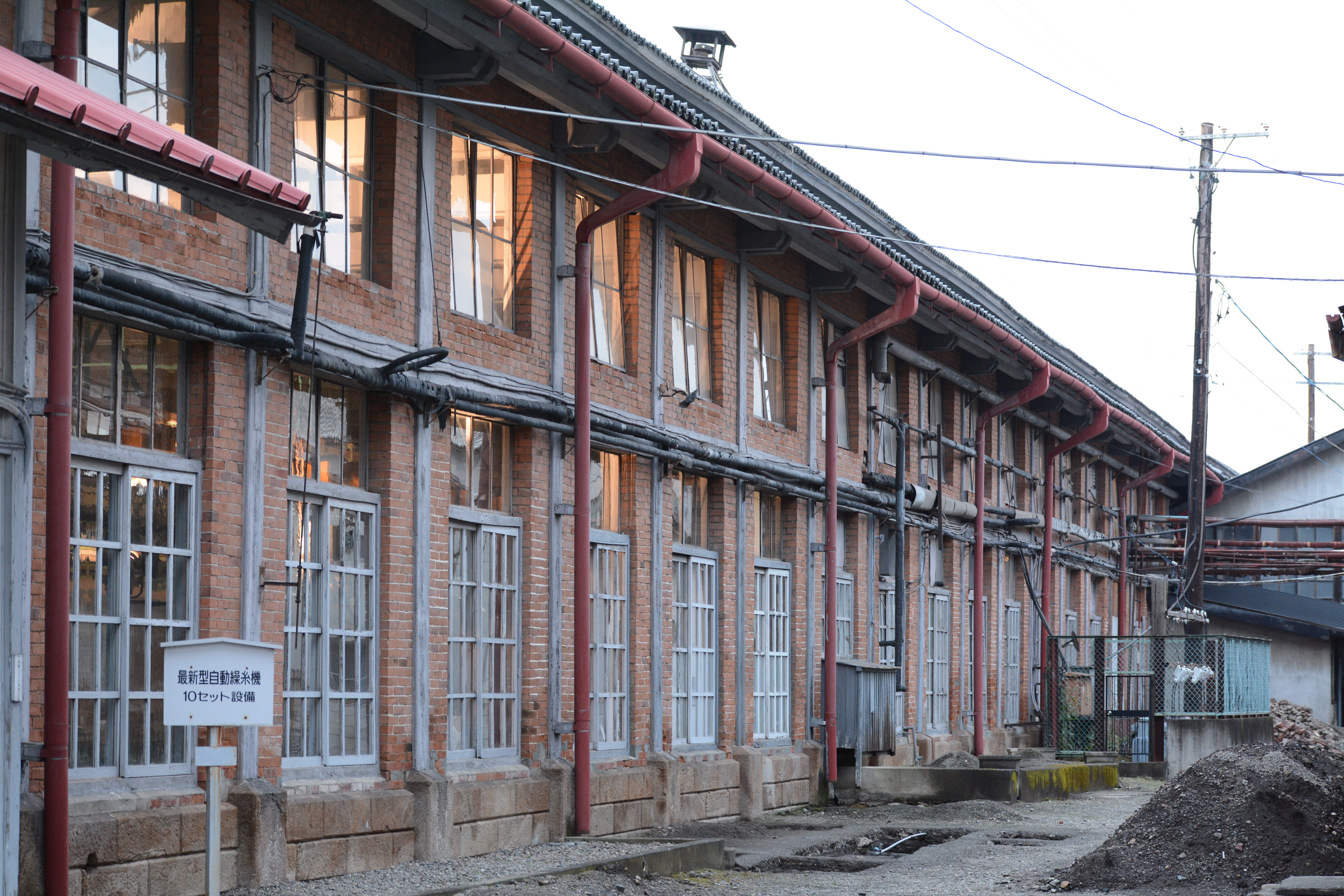
富岡製糸場 繰糸所

- 富岡製糸場（片倉工業富岡工場） - 駅南西徒歩10分
- 群馬県立富岡東高等学校
- 群馬県立富岡実業高等学校
- 群馬県道206号富岡停車場線
- 群馬県道10号前橋安中富岡線
- 国道254号

## バス路線
| 停留所 | 系統               | 行先             | 運行会社     | 備考     |
| ------ | ------------------ | ---------------- | ------------ | -------- |
| 富岡駅 | 小野線             | こまち前         | 上信ハイヤー | 日曜運休 |
| 富岡駅 | 額部線（野上回り） | 富岡駅           | 上信ハイヤー | 日曜運休 |
| 富岡駅 | 額部線（岡本回り） | 富岡駅           | 上信ハイヤー | 日曜運休 |
| 富岡駅 | 黒岩線             | 富岡駅／総合病院 | 上信ハイヤー | 日曜運休 |
| 富岡駅 | 丹生線             | 岡部温故館       | 上信ハイヤー | 日曜運休 |
| 富岡駅 | 菅原線             | 菅原             | 上信ハイヤー | 日曜運休 |

安中市と富岡市が民間業者に委託し、2014年（平成26年）7月13日から12月21日まで毎週日曜日に横川駅行きの臨時バスが運行され、同日に運行されるJR信越線の蒸気機関車（SL）などとの連携を採ることで観光客の招致を目指すことになった（一部の便は磯部駅を経由）。

## 隣の駅
上信電鉄
■上信線
東富岡駅 - 上州富岡駅 - 西富岡駅

## その他
- 駅舎建替に伴い、2013年2月には「現駅舎お別れ記念入場券セット」が発売された[7]。